# 모듈라
모듈라(Modula) 프로그래밍 언어는 파스칼 프로그래밍 언어의 계열이다. 1970년 스위스의 파스칼을 디자인 한 니클라우스 비르트 (Niklaus Wirth) 가 1975년 개발했다. Modula on Pascal의 주요 혁신은 관련 선언을 프로그램 단위로 그룹화하는 데 사용되는 모듈 시스템이다. 여기서 Modula 라는 이름이 연유한다.
이 언어는 모듈라(Modula)라는 니클라우스 비르트(Niklaus Wirth)의  정의에서 비롯된다. 모듈형 멀티 프로그래밍을 위한 언어는 1976년 출판되었다.
모듈라는 니클라우스 비르트(Niklaus Wirth) 자신이 PDP-11에서 처음으로 구현했다. 얼마후 다른 구현 방식이 뒤따렀다. 가장 중요한 University of York Modula 컴파일러와 Philips Laboratories에서 개발 된 PL Modula라는 LSI 컴파일러는 LSI-11 마이크로 프로세서 용 코드를 생성했다.
모듈라의 개발은 출판 직후 중단되었다. 이후 니클라우스 비르트는 모듈라의 후계자인 모듈라-2(Modula-2) 에 자신의 노력을 집중 시켰다.

## 같이 보기
- 시뮬라 67
- 알골
- 터보 모듈라-2(Turbo Modula-2)